# アドリエウソン・シャヴァン・リマ・シウヴァ
アドリエウソン（Adryelson）またはアドリエウソン・シウヴァ（Adryelson Silva）ことアドリエウソン・シャヴァン・リマ・シウヴァ（ポルトガル語: Adryelson Shawann Lima Silva、1998年3月23日 - ）は、ブラジルのサッカー選手。ブラジル代表。UAEプロリーグ・アル・ワスルFC所属。ポジションはDF。

## クラブ経歴
2011年、13歳でスポルチ・レシフェの下部組織に加入。2015年4月5日のカンピオナート・ペルナンブカーノでエンヒキ・マットスに代わって途中出場し選手初出場。
2017年6月30日にSEパルメイラスU-20に半年の期限付き移籍。この時点ではトップチーム出場は累計4試合であった。翌年1月にスポルチに控えとして復帰した。
2018年10月5日にカンピオナート・ブラジレイロ・セリエAのスターティングメンバーに名を連ね、全国選手権初出場、1得点を記録し2-1での勝利に貢献した。翌2019年5月7日に2021年末まで契約を延長した。
2021年5月24日、スポルチとの契約を2023年6月まで延長した上でアラブ首長国連邦のアル・ワスルFCへ1年間の期限付き移籍で加入。ローン契約には150万ドルの買取オプションも付帯していたが、アル・ワスルはこれを行使せず低い金額でオファーを提示してスポルチに拒否されたために完全移籍に移行することはなかった。
一方、アドリエウソンは自身が受け取る給与総額約340万レアルをスポルチが滞納しているとして契約解除を求めて2022年6月に労働裁判所に提訴し、7月11日に裁判所から契約解除が認められてフリーエージェントとなった。
2022年7月25日、ボタフォゴFRと2025年末までの契約を結んで加入。2023年にはブラジルの年間ベストイレブンに該当するボーラ・ジ・プラッタに選出された。
2024年1月6日、ボタフォゴのチームメイトのGKルーカス・ペリと共にリーグ・アンのオリンピック・リヨンに3,580万ユーロで移籍した。また、将来的にリヨンから移籍した場合にはその移籍金の50%をボタフォゴが受け取ることが契約に盛り込まれた。
2025年7月16日、アル・ワスルFCに出来高含めて220万ユーロで完全移籍。4年ぶりの古巣復帰となる。この契約には将来的にワスルから移籍した場合には移籍金の50%をリヨンが受け取ることが盛り込まれている。

## 代表経歴
2015年、U-17代表として南米U-17選手権に出場した。
2019年、U-23代表として第47回トゥーロン国際大会に出場した。
2023年10月には2026 FIFAワールドカップ・南米予選に向けたブラジル代表のメンバーに召集されるも、この時点でのA代表デビューは叶わなかった。

## タイトル
個人
- ボーラ・ジ・プラッタ : 1回（2023年[10]）